# Stammstrecke 2 (Stadtbahn Dortmund)
| Spurweite: | 1435 mm (Normalspur)                 |                                      |                                      |
| Stromsystem: | Oberleitung 750 V =                  |                                      |                                      |
| Streckengeschwindigkeit: | 80 km/h                              |                                      |                                      |
| |                                      |                                      |                                      |
| Eröffnung: | 26. September 1992                   |                                      |                                      |
| Linien: | U 42 U 46                            |                                      |                                      |
| Unterirdische Stationen: | 4 (Stammstrecke) + 6 (andere Tunnel) |                                      |                                      |
| Innenstadtabschnitt |                                      |                                      |                                      |
| \| \| \| U 42 Nord von Grevel \| \| \| \| Wendeanlage Brunnenstraße \| \| \| \| Brunnenstraße U 46 \| \| \| \| Wendeanlage Brügmannplatz \| \| \| \| Brügmannplatz \| \| \| \| Betriebsstrecke zur Stammstrecke III \| \| \| \| Reinoldikirche U 43 U 44 \| \| \| \| Stadtgarten U 41 U 45 U 47 U 49 \| \| \| \| U 42 Süd Richtung Hombruch \| \| \| \| U 46 Süd Richtung Westfalenhallen \| |                                      |                                      |                                      |
| U-Bahn-Tunnelanfang |                                      | U 42 Nord von Grevel                 | U 42 Nord von Grevel                 |
| |                                      | Wendeanlage Brunnenstraße            |                                      |
| U-Bahn-Bahnhof (im Tunnel) |                                      | Brunnenstraße U 46                   | Brunnenstraße U 46                   |
| |                                      | Wendeanlage Brügmannplatz            |                                      |
| U-Bahn-Bahnhof (im Tunnel) |                                      | Brügmannplatz                        | Brügmannplatz                        |
| U-Bahn-Abzweig geradeaus und nach rechts (im Tunnel) |                                      | Betriebsstrecke zur Stammstrecke III | Betriebsstrecke zur Stammstrecke III |
| U-Bahn-Turmbahnhof mit Tunnelstrecke (im Tunnel) |                                      | Reinoldikirche U 43 U 44             | Reinoldikirche U 43 U 44             |
| U-Bahn-Turmbahnhof mit Tunnelstrecke (im Tunnel) |                                      | Stadtgarten U 41 U 45 U 47 U 49      | Stadtgarten U 41 U 45 U 47 U 49      |
| U-Bahn-Abzweig geradeaus und nach links (im Tunnel) |                                      | U 42 Süd Richtung Hombruch           | U 42 Süd Richtung Hombruch           |
| U-Bahn-Strecke (im Tunnel) |                                      | U 46 Süd Richtung Westfalenhallen    | U 46 Süd Richtung Westfalenhallen    |

Die Stammstrecke II ist eine von drei Stammstrecken der Stadtbahn in Dortmund. Sie führt grob vom Nordosten in den Süden und Südwesten. Der Stadtbahnbetrieb wurde am 26. September 1992 aufgenommen, auch wenn bereits am 15. Mai 1976 eine Schnellstraßenbahnstrecke im Nordosten Dortmunds eröffnet wurde.

## Geschichte
Als Vorlaufbetrieb wurde am 15. Mai 1976 eine Schnellstraßenbahnstrecke von Derne nach Grevel eröffnet, diese wurde vollständig kreuzungsfrei und auf einem Damm bzw. aufgeständert in Hochlage gebaut.
Nach der Eröffnung der ersten Stammstrecke im Jahr 1984 begannen am 16. April 1985 die Bauarbeiten für die zweite Stammstrecke, wofür die Straßenbahnlinien 402 und 406 im Bereich nördlich der Reinoldikirche umgeleitet wurden.
| Linie | Linienweg (Strecken auf der Stammstrecke 3 klein) |
| ----- | --- |
| 402   | Grevel – Scharnhorst – Burgholz – Reinoldikirche – Kampstraße – Stadttheater – Städt. Kliniken – Möllerbrücke – Barop Parkhaus – Hombruch Schleife                  |
| 404   | Kirchderner Straße – Westfalenhütte – Borsigplatz – Ostentor – Reinoldikirche – Kampstraße – Stadttheater – Städt. Kliniken – Möllerbrücke – Nikolaikirche Schleife |
| 406   | Grevel – Scharnhorst – Burgholz – Reinoldikirche – Kampstraße – Stadttheater – Westfalenhalle – Westfalenstadion                                                    |

Als am 26. September 1992 der Tunnel zwischen Brunnenstraße und Stadtgarten und der Stadtbahnbetrieb auf der U42 aufgenommen wurde, kam es zu umfangreichen Linienänderungen, da die südliche Stammstrecke weiterhin ans Straßenbahnnetz angeschlossen werden musste. Dabei wurde unter anderem eine vorher nicht existente Straßenbahnlinie 408 eingeführt. Der nördliche Stadtbahnabschnitt war über eine Betriebsstrecke vom Tunnelmund an der Oberfläche über Bornstraße und Jägerstraße zur Strecke zur Westfalenhütte an das restliche Straßenbahnnetz und an die Betriebshöfe angeschlossen.
| Linie | Linienweg (Tunnelstationen fett) (Strecken auf der Stammstrecke 3 klein)                                                                                            |
| ----- | --- |
| U 42  | Grevel – Scharnhorst – Burgholz – Brunnenstraße – Brügmannplatz – Reinoldikirche – Stadtgarten                                                                      |
| 403   | Dorstfeld – Westentor – Kampstraße – Reinoldikirche – Ostentor – Funkenburg – Am Zehnthof – Wambel – Brackel                                                        |
| 404   | Westfalenhütte – Borsigplatz – Ostentor – Reinoldikirche – Kampstraße – Stadttheater – Städt. Kliniken – Möllerbrücke – Nikolaikirche Schleife                      |
| 406   | Marten – Dorstfeld – Westentor – Kampstraße – Stadttheater – Westfalenhalle – Westfalenstadion                                                                      |
| 408   | Wickede – Asseln – Brackel – Wambel – Funkenburg – Reinoldikirche – Kampstraße – Stadttheater – Städt. Kliniken – Möllerbrücke – Barop Parkhaus – Hombruch Schleife |

1995 erfolgte die Verlängerung der U42 um eine Station bis Städtische Kliniken, anschließend wurde in Etappen die Strecke zum Westfalenstadion in den Untergrund verlegt: Am 2. Juni 1996 von Stadtgarten über Saarlandstraße nach Polizeipräsidium und am 21. Mai 1998 von Polizeipräsidium nach Westfalenhallen. Diese Strecke wird von der U46 bedient, die jedoch – im Gegensatz zu heute – von Grevel nach Westfalenhallen fuhr, die U42 endete stattdessen an der Brunnenstraße.
Im Jahr 2002 erfolgte der Umbau der Südstrecke nach Hombruch auf Stadtbahn, am 16. Juni 2002 wurde die U42 von Städtische Kliniken nach Hombruch verlängert und gleichzeitig am Nordende bis Grevel verlängert, die Straßenbahnlinie 408 wurde eingestellt.

### Straßenbahngalerie

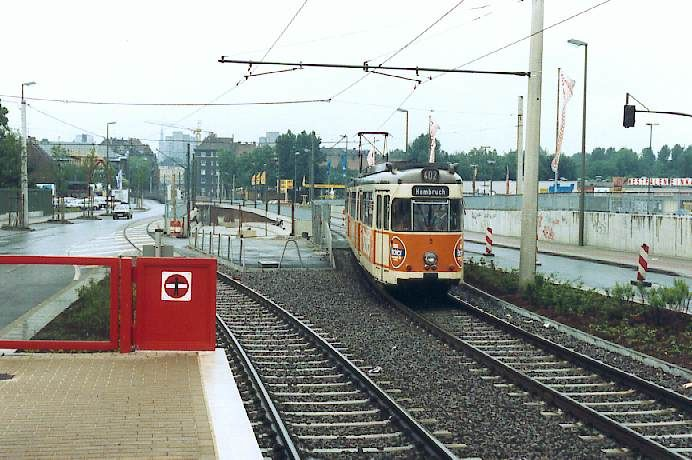
Straßenbahn am Tunneleingang Glückaufstraße
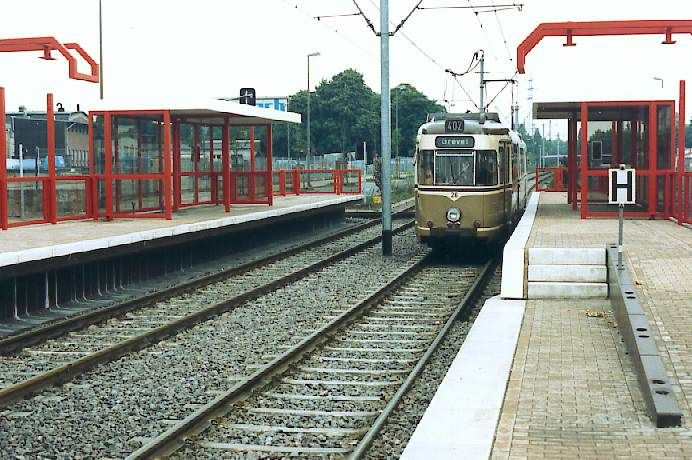
Straßenbahn an einer Haltestelle, die teilweise bereits Hochbahnsteige aufweist
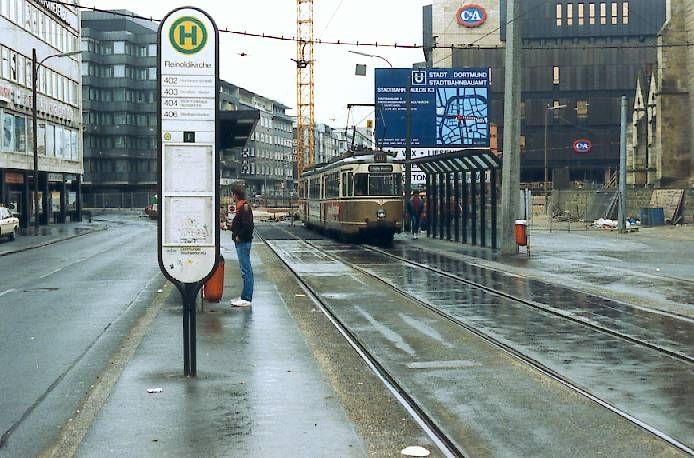
Ehemalige Haltestelle Reinoldikirche an der Oberfläche

## Betrieb

### Linien
| Linie | Linienweg (Tunnelstationen in fetter Schrift) / Anmerkungen | Takt (Mo–Fr) |
| ----- | --- | ------------ |
| U 42  | DO-Grevel – Droote – Scharnhorst Zentrum – Flughafenstraße – Gleiwitzstraße – Kirchderne – Franz-Zimmer-Siedlung – Schulte Rödding – Bauernkamp – An den Teichen – Burgholz – Eisenstraße – Glückaufstraße – U Brunnenstraße – U Brügmannplatz – U Reinoldikirche – U Stadtgarten – U Städtische Kliniken – U DO-Möllerbrücke – U Kreuzstraße – Theodor-Fliedner-Heim – An der Palmweide – Am Beilstück – Barop Parkhaus – Eierkampstraße – Harkortstraße – Hombruch Hallenbad – Dortmund, Grotenbachstraße | 10 min       |
| U 46  | U Dortmund, Brunnenstraße – U Brügmannplatz – U Reinoldikirche – U Stadtgarten – U Saarlandstraße – U Polizeipräsidium – U Dortmund, Westfalenhallen Bei Veranstaltungen wird diese Linie ab dem/bis zum Haltepunkt Brügmannplatz eingesetzt; ab Westfalenhallen fahren die Züge weiter auf der Linie U45 in Richtung Fredenbaum. | 10 min       |
| U 46E | ( U Dortmund, Brunnenstraße – U Brügmannplatz – U Reinoldikirche – U Stadtgarten – U Saarlandstraße – U Polizeipräsidium – U Westfalenhallen – Dortmund, Stadion ) |              |

Die Linien U45 und U46 werden jeweils an den Westfalenhallen zu einer Linie durchgebunden.

### Fahrzeuge
Auf der zweiten Stammstrecke wird seit 1993 ausschließlich der Typ B80C eingesetzt. Zuvor kamen in den Hauptverkehrszeiten als Verstärker auch N8C zum Einsatz, was aufgrund der unterschiedlichen Einstiegshöhe an einigen Haltestellen wie beispielsweise Schulte Rödding dazu führte, dass die Fahrgäste die Bahnsteigseite wechseln und die Gleise überqueren mussten, um in die Fahrzeuge einsteigen zu können.
Im Rahmen eines Bieterwettbewerbs im Jahr 2003 erwarben die Dortmunder Stadtwerke 13 Gebrauchtfahrzeuge des Typs B100S von der Stadtbahn Bonn, die explizit für die Linie U42 vorgesehen waren und bis zu deren Ausmusterung fast ausschließlich auf dieser eingesetzt wurden. Die Dortmunder Stadtwerke konnten sich dabei knapp gegen Manchester als Bieter durchsetzen. Bis 2010 wurden insgesamt zehn dieser Fahrzeuge an die Dortmunder Infrastruktur angepasst und in Betrieb genommen; von 2020 bis Anfang 2024 wurden die Fahrzeuge sukzessive ausgemustert und durch Neufahrzeuge des Typs B80D Vamos ersetzt.

### Barrierefreiheit
Sämtliche Stationen der Stammstrecke II sind mit Hochbahnsteigen und barrierefreien Zugängen zu diesen ausgestattet.

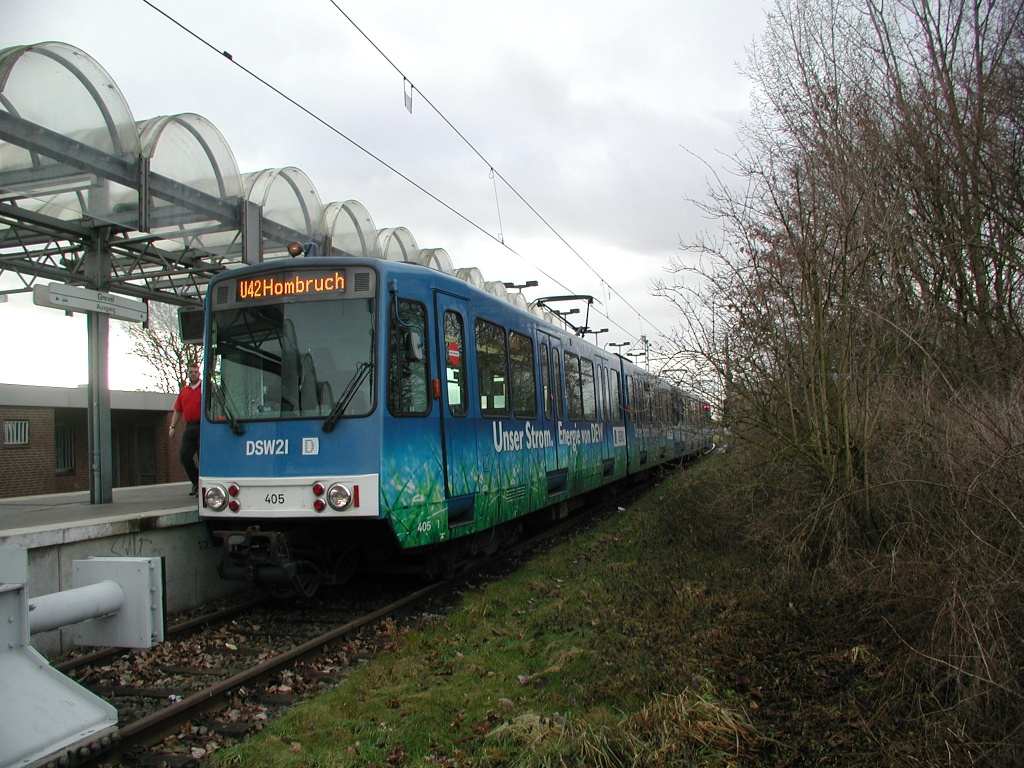
Ehemaliger Bonner B-Wagen an der Endstation Grevel

## U42 Nord
| \| \| \| Grevel \| \| \| \| Droote \| \| \| \| Scharnhorst Zentrum \| \| \| \| Flughafenstraße \| \| \| \| Gleiwitzstraße \| \| \| \| Kirchderne \| \| \| \| Franz-Zimmer-Siedlung \| \| \| \| Wendeanlage Schulte Rödding \| \| \| \| Schulte Rödding \| \| \| \| Bauernkamp \| \| \| \| An den Teichen \| \| \| \| Burgholz \| \| \| \| Eisenstraße \| \| \| \| Glückaufstraße \| \| \| \| weiter als Innenstadttunnel (siehe oben) \| |  |                                          |                                          |
| U-Bahn-Kopfbahnhof Streckenanfang |  | Grevel                                   | Grevel                                   |
| U-Bahn-Haltepunkt / Haltestelle Anfang Hochstrecke |  | Droote                                   | Droote                                   |
| U-Bahn-Bahnhof |  | Scharnhorst Zentrum                      | Scharnhorst Zentrum                      |
| U-Bahn-Haltepunkt / Haltestelle |  | Flughafenstraße                          | Flughafenstraße                          |
| U-Bahn-Haltepunkt / Haltestelle |  | Gleiwitzstraße                           | Gleiwitzstraße                           |
| U-Bahn-Haltepunkt / Haltestelle Ende Hochstrecke |  | Kirchderne                               | Kirchderne                               |
| U-Bahn-Haltepunkt / Haltestelle |  | Franz-Zimmer-Siedlung                    | Franz-Zimmer-Siedlung                    |
| |  | Wendeanlage Schulte Rödding              |                                          |
| U-Bahn-Bahnhof |  | Schulte Rödding                          | Schulte Rödding                          |
| U-Bahn-Haltepunkt / Haltestelle |  | Bauernkamp                               | Bauernkamp                               |
| U-Bahn-Haltepunkt / Haltestelle |  | An den Teichen                           | An den Teichen                           |
| U-Bahn-Haltepunkt / Haltestelle |  | Burgholz                                 | Burgholz                                 |
| U-Bahn-Haltepunkt / Haltestelle |  | Eisenstraße                              | Eisenstraße                              |
| U-Bahn-Haltepunkt / Haltestelle |  | Glückaufstraße                           | Glückaufstraße                           |
| U-Bahn-Tunnelanfang |  | weiter als Innenstadttunnel (siehe oben) | weiter als Innenstadttunnel (siehe oben) |

### Als Stadtbahnstrecke
Der Nordast der U42 außerhalb des Tunnels ist eine vollständig oberirdisch verlaufende Strecke im Norden Dortmunds. Sie verläuft vom Tunnelausgang nördlich des Bahnhofs Brunnenstraße durch den Stadtteil Nordmarkt nach Schulte Rödding. Dort bedienen die Buslinien 410, 411, 412, 414 und C5 (letztere betrieben durch die VKU) eine zwischen den Gleisen liegende Bushaltestelle. Die Strecke führt seit 1976 weiter über Kirchderne und von dort kreuzungsfrei in Dammlage nach Scharnhorst und Grevel. Eine Verlängerung von Grevel nach Lanstrop ist immer noch geplant, scheitert aber zur Zeit unter anderem am vorrangigen Schutz für den Dorfcharakter von Grevel.

### Straßenbahn als Vorläufer

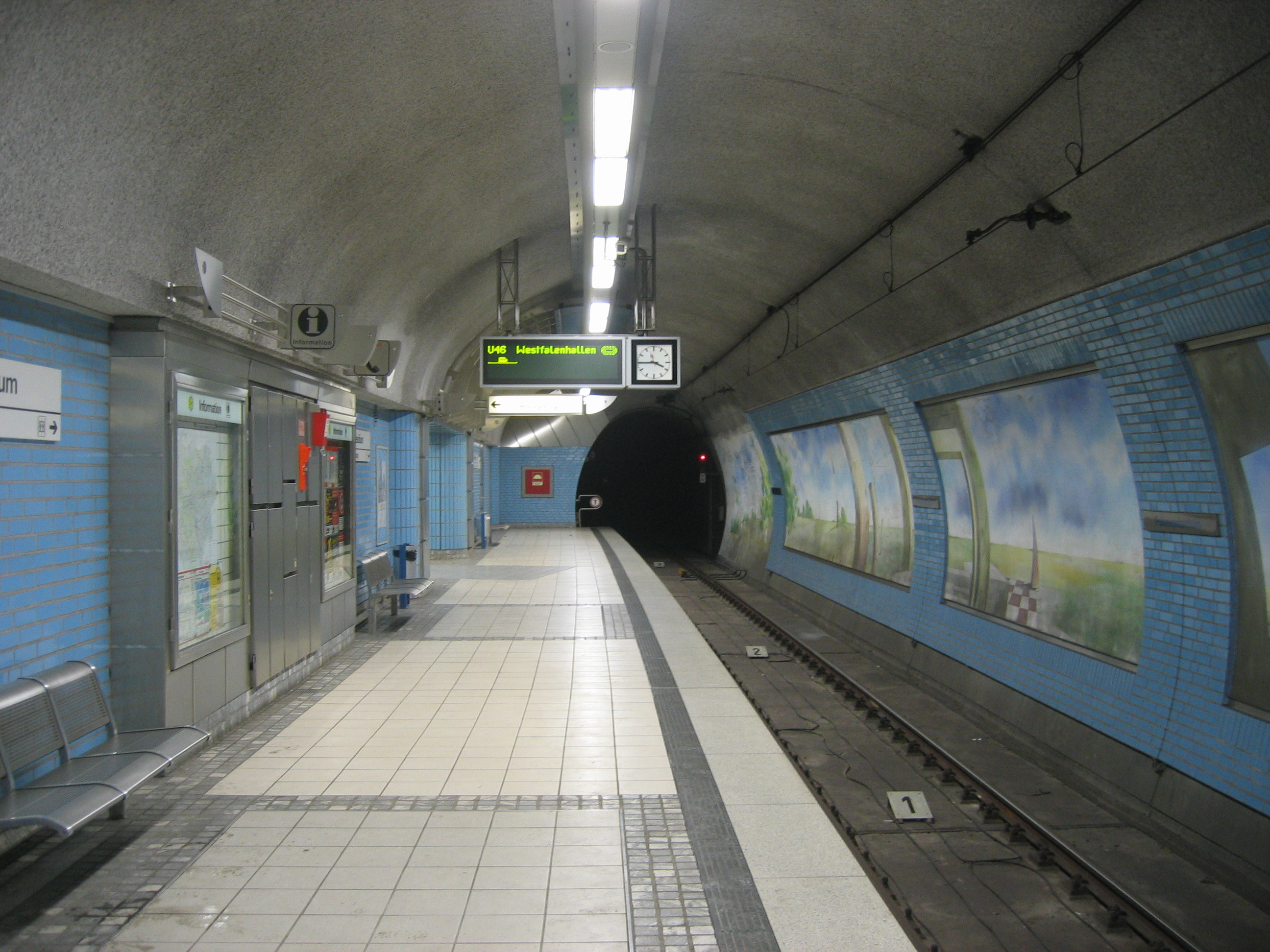
U-Bahnhof Polizeipräsidium

Der Abschnitt Bornstraße – Derner Straße – Schulte Rödding geht auf eine 1907 (bis Westfalenburg) und 1908 (bis Schulte Rödding) in zwei Etappen eröffnete Straßenbahnstrecke der städtischen und der Landkreisbahn zurück. Unweit der Westfalenburg lag damals die Grenze der Stadt Dortmund zum Landkreis Dortmund mit den Ämtern (seit 1905) Eving und Kirchderne und den Ortschaften (unter anderen) Eving, Kemmenhausen, Kirchderne, Altenderne-Oberbecker, Altenderne-Niederbecker und Gahmen. Von der heutigen Bahnüberführung bei der Westfalenburg an bis Schulte Rödding war die damalige Derner Straße und auf ihr die Straßenbahnstrecke bei Weitem nicht so geradlinig trassiert wie heute, sondern wies zahlreiche Kurven und abknickende Straßenverläufe auf. Einige davon sind seit Ende der 1960er Jahre ganz verschwunden, andere heute Teil der Straßen An der Westfalenburg und Innsbruckstraße. Der genaue Verlauf lässt sich noch auf dem amtlichen Messtischblatt „Dortmund“ von 1927 verfolgen.
Der weitere Verlauf auf der Landkreisbahn: über Kirchderne und Altenderne nach Lünen Markt (Derner Straße – Altenderner Straße – Gahmener Straße – Bahnstraße – Jägerstraße – Bebelstraße – heutige Kurt-Schumacher-Straße – Lange Straße – Lünen Markt). Kurz hinter der heutigen Viktoriastraße wurde die Seseke überquert, die damals den historischen Stadtkern westlich umfloss und in dessen Nordwesten in die Lippe mündete. Im Jahr 1925 wurde noch eine Verlängerung von Lünen Markt über die Lippebrücke zum Bahnhof Lünen in Betrieb genommen.
Die Teilstrecke Minister Stein – Schulte Rödding, die bis dahin Teil der Strecke nach Lünen war, wurde schon 1914 wieder stillgelegt, danach wurde der Abschnitt Schulte Rödding – Lünen von der Bornstraßen-Linie übernommen.
Am 31. Dezember 1936 wurde der Abschnitt von der Dortmunder Stadtgrenze (an der Autobahn) nach Lünen stillgelegt, 1976 mit Inbetriebnahme der Schnellstraßenbahn nach Grevel auch der Abschnitt Kirchderne – Derne. Hinter der Haltestelle Schulte Rödding führt die heutige Strecke an der Franz-Zimmer-Siedlung vorbei, nach dieser beginnt die Schnellstraßenbahnstrecke von 1976, die teilweise aufgeständert über Kirchderne und Scharnhorst Zentrum nach Grevel führt. Noch 1965 war eigentlich geplant, diese Strecke durch Scharnhorst Mitte nach Grevel an die damalige Linie durch die Springorumstraße nach Scharnhorst Süd anzubinden.

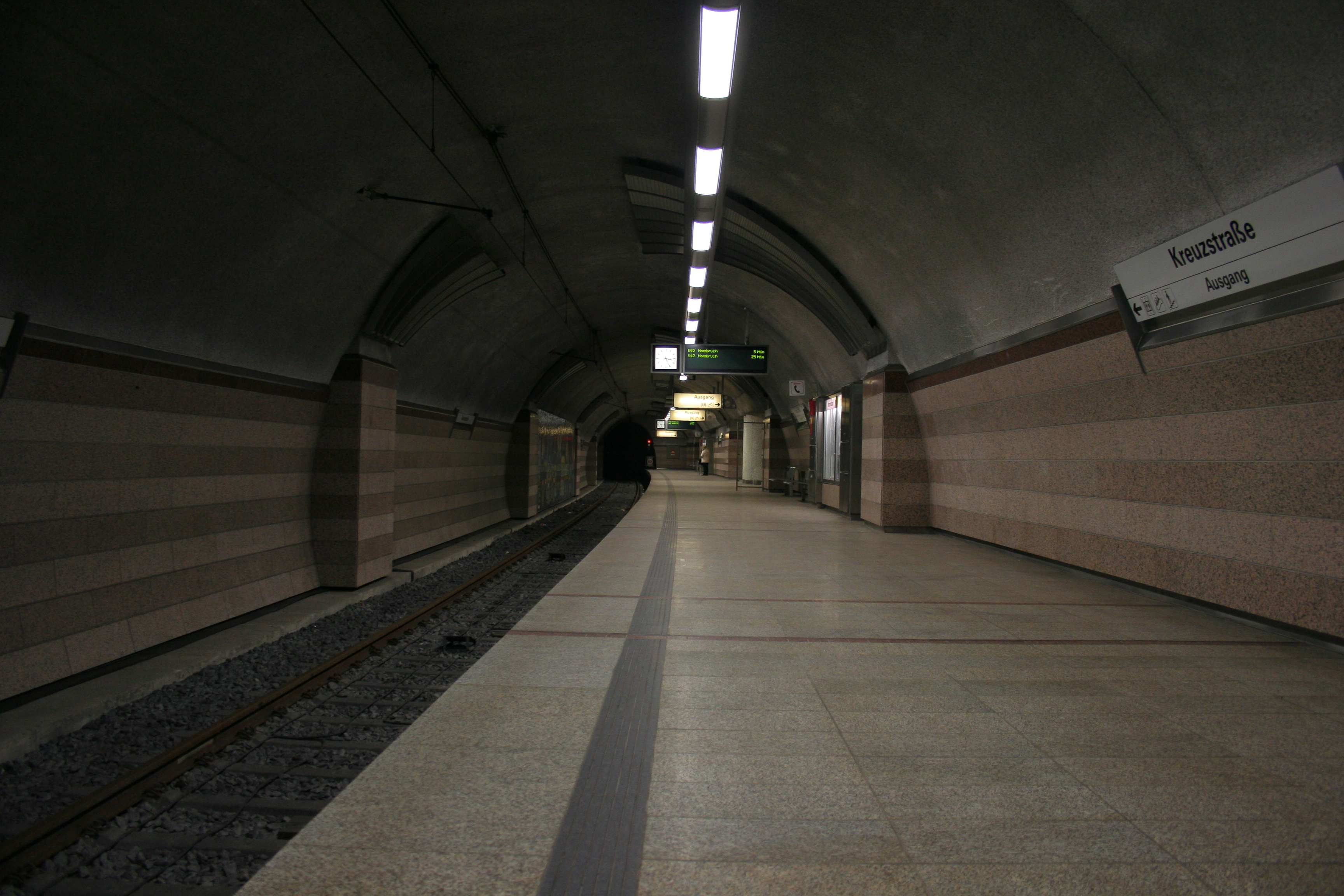
U-Bahnhof Kreuzstraße

## U42 Süd
| \| \| \| weiter als Innenstadttunnel (siehe oben) \| \| \| \| \| Städtische Kliniken \| \| \| \| \| Wendeanlage Städtische Kliniken \| \| \| \| \| DO-Möllerbrücke S 4 \| \| \| \| \| Kreuzstraße \| \| \| \| \| \| \| \| \| \| Theodor-Fliedner-Heim \| \| \| \| \| An der Palmweide \| \| \| \| \| Am Beilstück \| \| \| \| \| \| \| \| \| \| Barop Parkhaus \| \| \| \| \| \| \| \| \| \| Eierkampstraße \| \| \| \| \| Harkortstraße \| \| \| \| \| Hombruch-Hallenbad \| \| \| \| \| Grotenbachstraße \| \| |  |                                          |                                          |
| U-Bahn-Strecke (im Tunnel) |  | weiter als Innenstadttunnel (siehe oben) | weiter als Innenstadttunnel (siehe oben) |
| U-Bahn-Bahnhof (im Tunnel) |  | Städtische Kliniken                      | Städtische Kliniken                      |
| |  | Wendeanlage Städtische Kliniken          |                                          |
| U-Bahn-Haltepunkt / Haltestelle (im Tunnel) |  | DO-Möllerbrücke S 4                      | DO-Möllerbrücke S 4                      |
| U-Bahn-Haltepunkt / Haltestelle (im Tunnel) |  | Kreuzstraße                              | Kreuzstraße                              |
| U-Bahn-Tunnelende |  |                                          |                                          |
| U-Bahn-Haltepunkt / Haltestelle |  | Theodor-Fliedner-Heim                    | Theodor-Fliedner-Heim                    |
| U-Bahn-Haltepunkt / Haltestelle |  | An der Palmweide                         | An der Palmweide                         |
| U-Bahn-Haltepunkt / Haltestelle |  | Am Beilstück                             | Am Beilstück                             |
| |  |                                          |                                          |
| U-Bahn-Bahnhof Streckenanfang und Streckenende (im Tunnel) |  | Barop Parkhaus                           | Barop Parkhaus                           |
| |  |                                          |                                          |
| U-Bahn-Haltepunkt / Haltestelle |  | Eierkampstraße                           | Eierkampstraße                           |
| U-Bahn-Haltepunkt / Haltestelle |  | Harkortstraße                            | Harkortstraße                            |
| U-Bahn-Haltepunkt / Haltestelle |  | Hombruch-Hallenbad                       | Hombruch-Hallenbad                       |
| U-Bahn-Haltepunkt / Haltestelle Streckenende |  | Grotenbachstraße                         | Grotenbachstraße                         |

### Als Stadtbahnstrecke
Die Strecke U42 Süd verläuft ab Stadtgarten im Tunnel über Städtische Kliniken, dem S-Bahnhof Möllerbrücke zur Haltestelle Theodor-Fliedner-Heim. Nach zwei Haltestellen wird Barop Parkhaus erreicht. Kurz darauf folgt der Stadtteil Hombruch, dort befindet sich eine Haltestelle am Hallenbad, anschließend endet die Strecke an der Grotenbachstraße.

### Straßenbahn als Vorläufer
Die Strecke wurde in drei Phasen von 1925 bis 1927 erbaut: 1925 wurde sie von der Stadtmitte bis zum Südwestfriedhof eröffnet (spätere Schleife Nicolaikirche). Am 23. Januar 1927 erfolgte die Verlängerung bis Barop, am 15. November 1927 wurde Hombruch-Süd erreicht. Zwischen Barop und Hombruch ersetzte die Strecke – noch vor der Eingemeindung großer Teile des Landkreises Hörde – den letzten Abschnitt der bereits seit 1898 betriebenen Meterspur-Stammlinie der Hörder Kreisbahn (Aplerbeck – Hörde – Brünninghausen – Barop – Hombruch Amtshaus). Ursprünglich sollte die Ende 1927 eröffnete Strecke bis (Witten-) Annen verlängert werden. Zur Planungs- und Bauzeit wurde sie oft als Schnellbahn bezeichnet. Beim Ausbau des Ruhrschnellweges (damalige B 1, heute A 40) wurde auch der Straßenknoten mit dem Krückenweg kreuzungsfrei ausgebaut (bis 1960). In diesem Zuge wurde auch der Krückenweg bis zum Nordrand von Barop ausgebaut und die Straßenbahn auf den besonderen Bahnkörper in Mittellage verlegt. Geplant war auch eine nicht verwirklichte Zweigstrecke zur Erschließung der neugegründeten Technischen Universität über die Torso gebliebene Universitätsstraße am Südrand der Uni.

## U46 Süd
| \| \| \| weiter als Innenstadttunnel (siehe oben) \| \| \| \| \| Saarlandstraße \| \| \| \| \| Polizeipräsidium \| \| \| \| \| Wendeanlage Westfalenhallen \| \| \| \| \| Westfalenhallen U 46↔U 45 \| \| \| \| \| \| \| \| \| \| weiter als Stammstrecke I \| \| \| \| \| Stadion U 46E (nur bei Veranstaltungen) \| \| \| \| \| \| \| |  |                                          |                                          |
| U-Bahn-Strecke (im Tunnel) |  | weiter als Innenstadttunnel (siehe oben) | weiter als Innenstadttunnel (siehe oben) |
| U-Bahn-Haltepunkt / Haltestelle (im Tunnel) |  | Saarlandstraße                           | Saarlandstraße                           |
| U-Bahn-Haltepunkt / Haltestelle (im Tunnel) |  | Polizeipräsidium                         | Polizeipräsidium                         |
| |  | Wendeanlage Westfalenhallen              |                                          |
| U-Bahn-Bahnhof (im Tunnel) |  | Westfalenhallen U 46↔U 45                | Westfalenhallen U 46↔U 45                |
| U-Bahn-Tunnelende |  |                                          |                                          |
| U-Bahn-Abzweig geradeaus, nach links und von links |  | weiter als Stammstrecke I                | weiter als Stammstrecke I                |
| U-Bahn-Haltepunkt / Haltestelle |  | Stadion U 46E (nur bei Veranstaltungen)  | Stadion U 46E (nur bei Veranstaltungen)  |
| |  |                                          |                                          |

### Als Stadtbahnstrecke
Die kurze Strecke U46 Süd verbindet den Stadtgarten mit den Westfalenhallen und dem Westfalenstadion. Die heutige Stadtbahnstrecke wird komplett im Tunnel geführt und ist damit sinngemäß eher eine U-Bahn.

### Straßenbahn als Vorläufer
Die Strecke wurde 1898 als Straßenbahnlinie in Betrieb genommen, ursprünglich am Wallring beim Wißstraßentor (später Grafenhof, heute Platz der alten Synagoge) von der wenig älteren Ringstraßenbahn abzweigend. Sie führte dann über die Hohe Straße vorbei am Steinernen Turm zum Block Friedrich-Wilhelm (heute Bahnhof Signal-Iduna-Park) an der Bergisch-Märkischen Bahn (heute Hellwegbahn). Von dort war es nicht weit zum Ausflugsziel Steinerne Brücke (über die Emscher), wo es außer dem gleichnamigen Restaurant die Sommerwirtschaft Kaiser-Wilhelm-Thal, große Gartenanlagen mit (Schlittschuh-)Teich und eine Radrennbahn gab. Ab dem 4. März 1899 konnte dort in die meterspurige Hörder Kreisbahn nach Brünninghausen und Hombruch-Barop umgestiegen werden. Später (ab 1904) wurde als geradlinige Verkehrsschneise zwischen Burgtor und Wißstraßentor die Hansastraße quer durch die Innenstadt geschlagen, die dann auch die Straßenbahn aufnehmen sollte. Im Jahr 1905 war sie noch in Bau, auf einem Stadtplan von 1910 bereits eingezeichnet. Im Jahr 1913 führte die Linie 3 vom Fredenbaum zur jetzt Volkspark genannten südlichen Endhaltestelle. Am 6. Juni 1926 wurde dort die „Kampfbahn Rote Erde“ eröffnet, dazu wurde die bisherige Kuppelendstelle durch eine Häuserblockumfahrung ersetzt, 1959 dann durch die noch bestehende Wendeschleife am Bolmker Weg. Bereits 1967 wurde die Strecke in einen damals nur etwa 200 m langen Tunnel verlegt, an dessen südlichem Ende bei der Westfalenhalle die erste Dortmunder Untergrund-Station lag. Als am 2. Juni 1984 die erste Stammstrecke eröffnet wurde, wurde die Linie 3 (ab 1980: 403) eingestellt und die Strecke stattdessen durch die Linie 406 (Kirchderne – Westfalenstadion; ab September 1992 Marten – Westfalenstadion) bedient. Diese blieb bis 1996, dann wurde die Strecke in den Untergrund verlegt und die Straßenbahnlinie 406 zur Stadtbahnlinie U46.